# Lashio District
Lashio District är ett distrikt i Myanmar.   Det ligger i regionen Shanstaten, i den centrala delen av landet, 400 km nordost om huvudstaden Naypyidaw.